# Sindhuli (district)

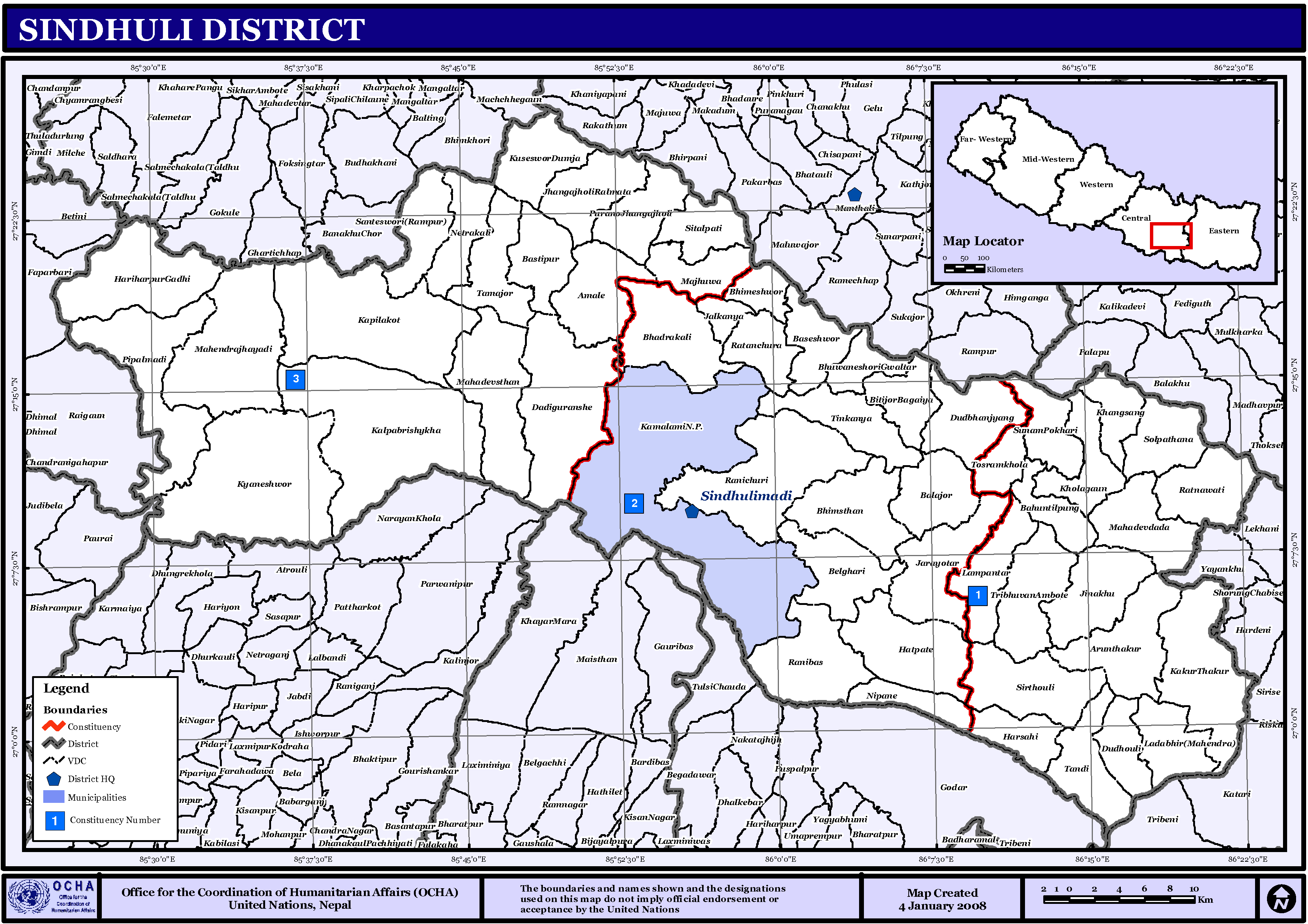
Overzichtskaart van Sindhuli

Sindhuli (Nepalees: सिन्धुली) is een van de 75 districten van Nepal. Het district is gelegen in de zone Janakpur en de hoofdstad is Kamalamai, vroeger Sindhulimadi genaamd.

## Stedenendorpscommissies[2][3]
- Stad: Nepalees: nagarpalika of N.P.; Engels: municipality;
- Dorpscommissie: Nepalees: panchayat; Engels: village development committee of VDC.

- Steden (1): Kamalamai (vroeger: Sindhulimadi).
- Dorpscommissies (53): Amale, Arunthakur, Bahuntilpling (of: Bahuntilpung), Balajor, Baseshwor, Bastipur, Belghari, Bhadrakali, Bhimeswor (of: Bhimeshwor), Bhimsthan, Bhuwaneswori Gwaltar (of: Bhuwaneshori Gwaltar), Bitijor Bagaiya, Dadiguranshe, Dudbhanjyang, Dudhouli, Hariharpur Gadhi, Harsahi, Hatpate, Jalkanya, Jarayotar, Jhangajholiralmata (of: Jhangajholi Ratmata), Jinakhu, Kakurthakur (of: Kakur Thakur), Kalpabrishykha, Kapilakot, Khangsang (of: Khang Sang), Kholagaun, Kuseswordumja (of: Kuseswor Dumja), Kyaneswor (of: Kyaneshwor), Ladabhir (Mahendra) (of: Ladabhir), Lampantar, Mahadevdada, Mahadevsthan, Mahendrajhayadi (of: Mahendra jhyadi), Majhuwa, Netrakali, Nipane, Pipalamadi (of: Pipalmadi), Puranojhangajholi (of: Purano Jhangajholi), Ranibas, Ranichauri (of: Ranichuri), Ratanchaura (of: Ratanchura), Ratnawati, Sataneswori (Rampur) (of: Santeswori (Rampur)), Sirthouli, Sitalpati, Solpathana, Sunam Pokhari, Tamajor, Tandi, Tinkanya, Tosramkhola, Tribhuwan Ambote (of: Ambote).

Achham · 
Arghakhanchi · 
Baglung · 
Baitadi · 
Bajhang · 
Bajura · 
Banke · 
Bara · 
Bardiya · 
Bhaktapur · 
Bhojpur · 
Chitwan · 
Dadeldhura · 
Dailekh · 
Dang · 
Darchula · 
Dhading · 
Dhankuta · 
Dhanusa · 
Dolkha · 
Dolpa · 
Doti · 
Gorkha · 
Gulmi · 
Humla · 
Ilam · 
Jajarkot · 
Jhapa · 
Jumla · 
Kailali · 
Kalikot · 
Kanchanpur · 
Kapilvastu · 
Kaski · 
Kathmandu · 
Kavrepalanchok · 
Khotang · 
Lalitpur · 
Lamjung · 
Mahottari · 
Makwanpur · 
Manang · 
Morang · 
Mugu · 
Mustang · 
Myagdi · 
Nawalparasi · 
Nuwakot · 
Okhaldhunga · 
Palpa · 
Panchthar · 
Parbat · 
Parsa · 
Pyuthan · 
Ramechhap · 
Rasuwa · 
Rautahat · 
Rolpa · 
Rukum · 
Rupandehi · 
Salyan · 
Sankhuwasabha · 
Saptari · 
Sarlahi · 
Sindhuli · 
Sindhulpalchok · 
Siraha · 
Solukhumbu · 
Sunsari · 
Surkhet · 
Syangja · 
Tanahu · 
Taplejung · 
Terhathum · 
Udayapur